# راسكيوينهيم
راسكيوينهيم (بالفرنسية: Racquinghem)‏ هي بلدية تقع في إقليم باد كاليه من منطقة نور با دو كاليه في شمال فرنسا. تبلغ مساحة هذه المدينة 5.32 (كم²)، وترتفع عن سطح البحر 41 م، يبلغ عدد سكانها 2278 نسمة حسب إحصاء المعهد الوطني للإحصاء والدراسات الاقتصادية سنة 2009 م. وترأس Idzik Bernard البلدية خلال فترة (2008-2014).